# HMVC

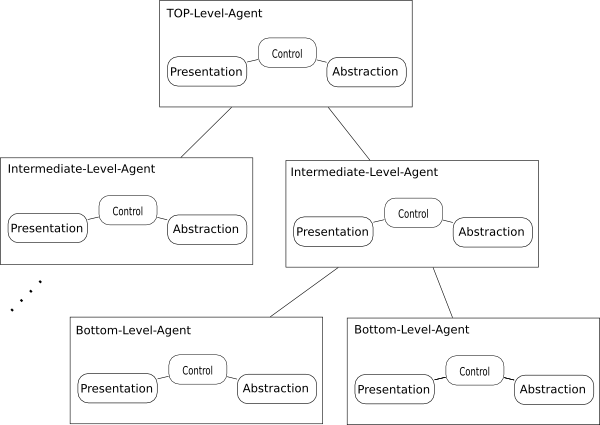
Структурная схема приложения, построенного согласно паттерну HMVC

HMVC (англ. Hierarchical model–view–controller) — Иерархические Модель-Вид-Контроллер, одно из расширений архитектурного паттерна MVC, позволяющее решить некоторые проблемы масштабируемости приложений, имеющих классическую MVC-архитектуру.
Впервые описано в 2000-м году, в одной из статей блога JavaWorld, но некоторые разработчики отмечают, что оно, по сути, является переосмыслением более строгого паттерна PAC (англ. Presentation-Abstraction-Control), описанного в 1987 году.
Согласно парадигме HMVC, каждая отдельная MVC триада используется в качестве слоя в иерархической структуре. При этом, каждая триада в этой иерархии независима от других, и может обратиться к контроллеру другой триады. Такой подход существенно облегчает и ускоряет разработку сложных приложений, облегчает их дальнейшую поддержку и масштабирование, способствует повторному использованию кода.